# الکس مودبادزه
الکس مودبادزه (گرجی: ალექსი მოდებაძე؛ زادهٔ ۲۱ فوریهٔ ۱۹۷۸) کشتی‌گیر اهل گرجستان است.